# قصر كيجي
 قصر كيجي  (بالإيطالية: Palazzo Chigi)‏ هو المقر الرسمي لرئيس وزراء الجمهورية الإيطالية. منذ 22 فبراير 2014، وشاغلة قصر كيجي حاليًا هي جورجا ملوني. ويطل القصر على فيا دل كورسو وبدأ جياكومو ديلا بورتا ببنائه عام 1561 وأكمل كارلو مادرنو البناء عام 1580 لعائلة آلدوبرانديني النبيلة.في عام 1659، تم شراؤه من عائلة كيجي وبقي الاسم ملازما للقصر من حينها. تم إعاده تصميمه على  يد  فيليس ديلا غريسا وجيوفاني باتيستا كونتيني. يتكون القصر من خمسة طوابق، و درج واسع يؤدي إلى غرف المعيشة، وساحة دار مع نافورة، مصممة من جياكومو ديلا بورتا. تم استنساخ النافورة في العديد من المواقع في روما وغيرها من المدن الإيطالية.
في عام 1878 أصبح مقر إقامة السفير النمساوي المجري في إيطاليا. في عام 1916 تم شراؤه من قبل الدولة الإيطالية وأصبح مقر وزير شؤون المستعمرات. في عام 1961 أصبح مكان الاجتماع الرسمي لمجلس الوزراء وسكن رئيسه. أسس أغوستينو كيجي قاعة المكتبة في نهاية القرن السابع عشر من أجل إيواء مقتنيات الكاردينال فلافيو كيجي. تحتوي مكتبة كيجي أو ال ـ«شيغانا» الآلاف من المخطوطات القيمة، وبنيت وفقا لمكتبة البابا ألكسندر السابع، الذي كان نفسه من عائلة كيجي. منذ عهد البابا بنديكتوس الخامس عشر، حاول الفاتيكان الحصول على هذه المكتبة، ولكنه كان يفتقر إلى الأموال اللازمة. في نهاية المطاف، كلف البابا بيوس الحادي عشر بيترو تاشي فينتوري بمهمة التفاوض مع الحكومة الفاشية بقيادة موسوليني لشراء المكتبة. ولكن فينتوري تمكن من إقناع موسوليني بالتبرع بالمكتبة إلى الفاتيكان .